# Diplopterygium sordidum
Diplopterygium sordidum är en ormbunkeart som först beskrevs av Edwin Bingham Copeland, och fick sitt nu gällande namn av Barbara S. Parris. Diplopterygium sordidum ingår i släktet Diplopterygium och familjen Gleicheniaceae. Inga underarter finns listade.